# European Film College
Het European Film College (Deens: Den Europæiske Filmhøjskole) is een filmschool en een volkshogeschool in Denemarken, die een filmbasisprogramma aanbiedt van een jaar in praktisch filmmaken op het gebied van scenarioschrijven, camera, geluid, acteren, belichting, regie en montage, documentaire en productie. De school is gevestigd in Ebeltoft en elk jaar studeren er 120 studenten van over de hele wereld af aan de school.

## Achtergrond
De school is een idee van kunstenaar Knud Pedersen en filmregisseur Henning Carlsen. In 1989 werd in Denemarken een bestuur opgericht met als doel filmmaken voor jongeren in Europa te promoten en te bevorderen. European Film College werd vervolgens in mei 1993 geopend in het huidige pand, ontworpen door Heikkinen - Komonen Architects. 
Sinds de opening heeft European Film College meer dan 2000 jongeren opgeleid in de kunst en het ambacht van het filmmaken. De instelling is gebaseerd op de Deense traditie van de Volkshogeschool (folkehøjskole), instellingen voor volwassenenonderwijs die geen academische graden verlenen, maar tot doel hebben studenten een gemeenschappelijke basis te geven in een bepaald vakgebied. Dit betekent ook dat zowel leerlingen, docenten als directeur gedurende het hele programma op de school wonen.  Leerlingen leren op de school niet alleen filmmaken, maar leren ook hoe ze in een gemeenschap moeten leven. De leerlingen leven in zogenaamde dorms op campus. 

## Administratie
Anno 2024 zijn de directeuren Nikolaj Davidsen en Åsa Mossberg. Eerdere directeuren zijn onder meer Bjørn Erichsen (1990–1995), Kjeld Veirup (1995–2000), Jens Rykær (2000–2006), Pia Maria Marquard (2006–2007), Søren Høy (2007–2010), Mette Damgaard-Sørensen (2010) –2014), Nadia Kløvedal Reich (2014–2018), Ellen Riis (2018-2021) en interim-directeuren Klaus Hansen en Simon Weil (2021).
De school heeft een actief netwerk van oud-studenten en ambassadeurs over de hele wereld. 

## Filmcursus
Engels is de voertaal, zowel in de cursussen als in het dagelijks leven. Het curriculum combineert klassikale instructie op de verschillende gebieden van het filmmaken, evenals 3 grote projecten, de kans om buitenschoolse projecten te maken, en verschillende kleinere oefeningen waarbij studenten worden toegewezen aan crews om filmproducties te maken. Gedurende het hele programma roteren studenten de sleutelrollen in een filmploeg om een overzicht te krijgen van alle gebieden van de filmproductie. Oefeningen en projecten worden gescreend en geëvalueerd in aanwezigheid van alle studenten en docenten.

Teamwerk is een belangrijk onderdeel van de school. Voormalig directeur Nadia Kløvedal Reich zei hierover het volgende:
“Our students work closely with each other throughout the entire journey from idea to finished film, and it gives them a unique appreciation of the whole pro- cess and the responsibilities that every- one on a film set have. At the European Film College, we see this as essential for making good films and for working in the industry later on. Film is a collective art form.” 

## Studentenleven
De studenten wonen op de campus en het cursusgeld is inclusief collegegeld, eten, accommodatie en vrijetijdsactiviteiten. 55% van de studenten is Deens (vanwege Deense wetgeving) en de rest komt van over de hele wereld, de afgelopen jaren uit 25 verschillende landen. Het merendeel van de studenten is tussen de 19 en 25 jaar oud. Om te kunnen studeren aan European Film College zijn er geen vereisten. Studenten hoeven geen voorafgaande kwalificaties hebben voor toelating, behalve het feit dat studenten minimaal 17,5 jaar oud moeten zijn en Engels moeten kunnen spreken en schrijven. De school probeert elk jaar een gelijk aantal mannelijke en vrouwelijke studenten toe te laten.

## Apparatuur
De school beschikt over een volledig uitgeruste filmstudio van 300 m², 14 Avid montagesuites, een geluidsstudio (Pro Tools), professionele geluidsapparatuur en ruim 20 professionele HD-camera's van diverse afmetingen.
Het college heeft twee bioscopen. De grotere Store Bjørn ("Big Bear", genoemd naar het logo van Nordisk Film) is voorzien van Dolby Digital Surround-geluid (7.1), eersteklas film (digitaal en 3D) en Blu-ray-projectie en luxe zitplaatsen voor 209 kijkers. De kleinere bioscoop Lille Bjørn (“Kleine Beer”) biedt plaats aan 46 kijkers en kan Blu-ray en dvd afspelen. De bioscoop is niet alleen in gebruik door de school en diens leerlingen, maar wordt ook gebruikt om films af te spelen voor de lokale inwoners van Ebeltoft. 

## Bekende alumni
- Nikolaj Arcel
- Philip "Pilou" Asbæk
- Beate Bille
- Charlotte Bruus Christensen
- Pernille Fischer Christensen
- Sturla Brandth Grøvlen
- Philippe Leage
- Mikkel EG Nielsen
- Michaël Noer
- Hlynur Pálmason
- Joachim Trier
- Fabian Wagner
- Martin Zandvliet
- Robin Boissevain
- Mees Peijnenburg